# パルタガス

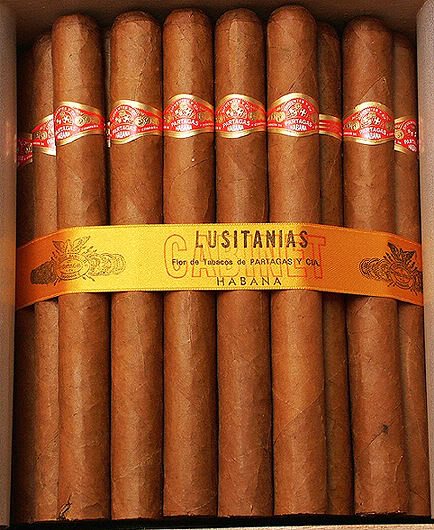
25本木箱入りの本銘柄

パルタガス（Partagas）とは、キューバ共和国ハバナ州で生産されている葉巻の銘柄の1つ。

## 概要
1845年にハイメ・パルタガス(Jaime Partagás)のパルタガスファクトリーで発表された18世紀から続く老舗ブランドで、後に1940年にシフエンテス公社が設立され世界的な知名度を獲得した。長い歴史と比例して愛好者も多く、「コイーバ」「モンテクリスト」「ロメオ y ジュリエッタ」等に並ぶキューバを代表する葉巻として認識されている。甘みの強い濃厚な味とされており、強烈な甘味を感じるユーザーも多いが、強めの葉巻であり初心者には適さないとされる事もある。
人気と品質維持により比較的高価で品薄になり易い銘柄でもある。代表的な銘柄であったパルタガス・コロナスも2007年に生産中止となっている。

## 種類
ルシタニアスや8-9-8ヴァーニッシュなどが主に上げられる。ポピュラーなコロナサイズから喫煙所要時間が2時間を越える巨大なものまで、キューバ葉巻の最古参らしくラインナップも比較的多い。年毎のリミテッド・エディション、プリトスサイズの品、シガリロも販売されている。

## その他
- キューバを代表する葉巻であり、欠品が多く希少価値が高い事から、贋作も多く存在する銘柄でもある。